# Șevcenkove, Krîvîi Rih
Șevcenkove (în ucraineană Шевченкове) este un sat în comuna Șîroke din raionul Krîvîi Rih, regiunea Dnipropetrovsk, Ucraina.

## Demografie
Componența lingvistică a localității Șevcenkove
     Ucraineană (98,04%)
     Rusă (1,96%)
Conform recensământului din 2001, majoritatea populației localității Șevcenkove era vorbitoare de ucraineană (98,04%), existând în minoritate și vorbitori de rusă (1,96%).